# Christian Oliver
Christian Oliver, pseudonimo di Christian Klepser (Celle, 3 marzo 1972 – Bequia, 4 gennaio 2024), è stato un attore e modello tedesco.

## Biografia
Cresciuto a Francoforte sul Meno, si trasferì, una volta maggiorenne, negli Stati Uniti d'America per poter studiare recitazione. In quel periodo si affermò come modello.
I suoi studi lo portano poi a lavorare come attore nel mondo del piccolo e del grande schermo prima come comparsa e successivamente come protagonista nel celebre telefilm Squadra Speciale Cobra 11, trasmesso anche in Italia dall'emittente Rai 2, e in Speed Racer.
Oliver morì il 4 gennaio 2024 all'età di 51 anni, in un incidente aereo nei pressi dell'isola caraibica di Bequia (Saint Vincent e Grenadine), in cui persero la vita anche le due figlie Madita, di 10 anni, e Annik di 12.

## Filmografia
- Saved by the Bell: The New Class (1994-1995)
- The Baby Sitters Club (1995)
- Two Sisters (1997) Tim
- Eat Your Heart Out (1997)
- Götterdämmerung - Bomba sotto Berlino (1999)
- Romantic Fighter (1999)
- Kept (2001) Kyle
- Schlaf mit meinem Mann (2001)
- Ablaze (2001)
- A Light in the Forest (2002)
- Frostbite (2004)
- Squadra Speciale Cobra 11 – serie TV, 28 episodi (2003-2004) - Jan Richter
- Subject Two (2005)
- Intrigo a Berlino (The Good German) (2006)
- Speed Racer (2008) Oiler
- Operazione Valchiria (2008)
- Ready or Not (2009)
- Nora Roberts - Un dono prezioso (Tribute), regia di Martha Coolidge – film TV (2009)
- Squadra Speciale Stoccarda (SOKO Stuttgart) – serie TV, 4 episodi (2012-2021)
- Sense8 – serie TV (2015)
- Hunters - serie TV (2020)

## Doppiatori italiani
Nelle versioni in italiano delle opere in cui ha recitato, Christian Oliver è stato doppiato da:
- Fabrizio Vidale in Squadra Speciale Cobra 11
- Sergio Luzi in Subject Two
- Riccardo Scarafoni in Operazione Valchiria
- Emiliano Coltorti in Nora Roberts - Un dono prezioso